# Andrew Fletcher (muzician)

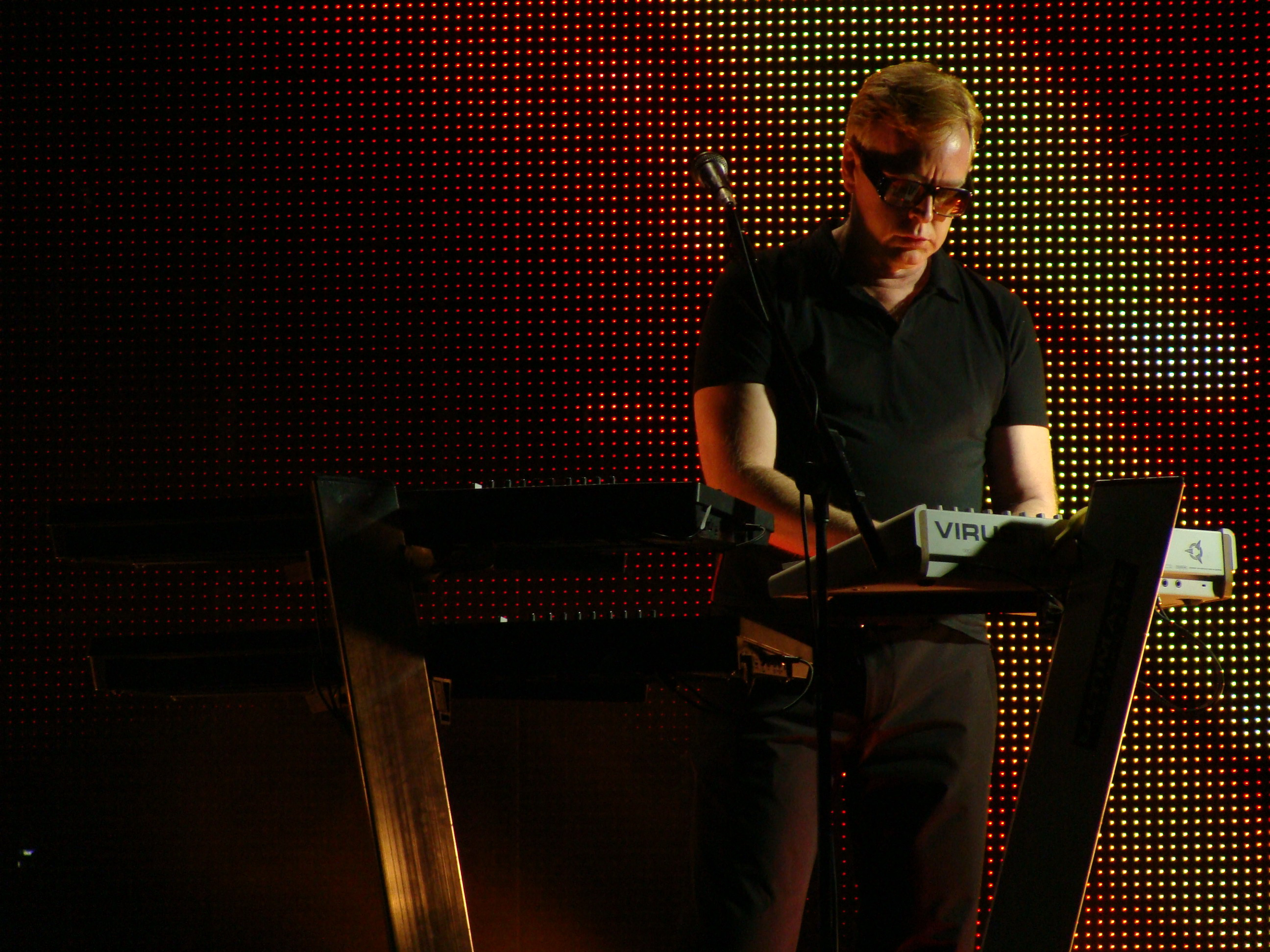
Andrew Fletcher, 2009

Andrew John Leonard Fletcher, cunoscut ca “Fletch” (n. 8 iulie 1961, Nottingham, Anglia, Regatul Unit – d. 26 mai 2022, Londra, Anglia, Regatul Unit) a fost un muzician britanic, co-fondator și keyboard-ist al trupei Depeche Mode.

## Cariera

### Depeche Mode
Inițial Fletch a cântat la bass într-o formație (French Look) din care mai făcea parte Vince Clarke, dar a trecut la sintetizator odată cu intrarea în Composition of Sound, trupă din care mai făceau parte Clarke și Martin Gore. Acești trei muzicieni vor forma apoi Depeche Mode alături de vocalistul David Gahan. Fletch nu a fost niciodată un muzician cu greutate în cadrul grupului, ci mai degrabă un manager. De asemenea, a fost singurul membru al Depeche Mode care nu a scris niciodată un cântec pentru formație, deși a indicat într-unul dintre interviuri că ar fi intenționat la un moment dat.

### Rol
Fletcher a fost „purtătorul de cuvânt” al formației, fiind cel care cel mai adesea lansează noutăți despre Depeche Mode. A fost de asemenea considerat ca un liant în interiorul grupului. În cadrul dezbaterii privind contribuțiile componistice ale lui Martin Gore și David Gahan care urmau să fie incluse pe Playing the Angel, Fletch a fost unul dintre oamenii cheie care au ajutat la găsirea unei soluții de compromis.

### Popularitate
Fletcher a fost adesea tachinat de presă și de fani pentru lipsa contribuției sale muzicale în cadrul Depeche Mode. Unul dintre motivele care alimentează această percepție a fost faptul că  nu a fost văzut cântând prea mult în perioada în care Alan Wilder a fost implicat în activitatea formației. Din punct de vedere muzical, Fletch a avut o implicare mai mare în anii de început ai grupului și în ultimii ani. A cântat la bass pentru “A Pain That I'm Used To” de pe Playing the Angel, conform spuselor producătorului Ben Hillier și, se pare, a făcut același lucru pentru „The Sinner In Me” de pe același album. În ciuda tachinărilor, Fletch susține că a fost un muzician adevărat.

### Aproape solo
Demn de menționat, în conformitate cu biografia oficială a Depeche Mode, Fletch a înregistrat un album intitulat Toast Hawaii, în perioada sesiunilor de înregistrare a Some Great Reward, în 1984. Toate cântecele de pe album sunt cover-uri, iar el le interpretează din postura de vocalist principal. La acest album au contribuit și Alan Wilder și/sau Martin Gore la pian. Fotografia de pe copertă a fost realizată de Wilder. Totuși, ei nu au reușit să-l convingă pe Daniel Miller să producă acest album, astfel că există doar în câteva copii rarisime. Fletch a fost criticat pentru vocea sa și a fost singurul membru al Depeche Mode care nu cântă. Există însă câteva mici excepții: interludiul „Crucified” de pe "Violator", „Condamnation”, unde susține că a cântat alături de Martin și Alan pentru vocile de fundal și „The Sun and The Rainfall” unde poate fi auzit către finalul melodiei cântând „All that i’m saying...”.

### Toast Hawaii
În ultimii ani, Andy Fletcher a înființat o casă de producție, Toast Hawaii, același nume ca și presupusul său album solo pierdut. Prin intermediul acestei case de producții a promovat formația Client, un duo feminin englez de muzică electronică. Pe lângă aceasta, din când în când a făcut și pe DJ-ul. În octombrie 2006, Side-Line Magazine a anunțat că Client a părăsit Toast Hawaii, lucru care face ca viitorul acestei case de producție să fie incert.

## Viața personală
Fletch a fost însurat cu Grainne, cei doi având doi copii, Megan și Joe.

## Trivia
- Cântecul favorit Depeche Mode a fost World in My Eyes
- A fost suporter al clubului de fotbal Chelsea FC
- A fost responsabil pentru titlurile documentarelor prezente pe versiunile remasterizate ale Violator și Music for the Masses.
- Titlurile sunt luate din spusele sale care apar în cadrul interviurilor.
- Fletch a fost adesea văzut fumând pe scenă, iar țigările sale favorite au fost Marlboro Light
- Vocea lui Fletch poate fi auzită pe interluriul „Crucified” de pe Violator. „Crucified” este singurul cuvânt al cântecului și este distorsionat. Interludiul urmează imediat după sfârșitul lui „Enjoy the Silence”. El a cântat ca voce de fundal pe „The Sun and The Rainfall”, în cadrul refrenului de final.
- A rămas prieten apropiat cu Vince Clarke, unul dintre fondatorii Depeche Mode.